# 圣桑斯
圣桑斯（法語：Saint-Saëns，法語發音：[sɛ̃ sɑ̃s]，1940-1950年之前为[sɛ̃ sɑ̃]）是法国诺曼底大区滨海塞纳省的一个市镇，属于迪耶普区。 

## 地理
圣桑斯（49°40'20"N, 1°16'59"E）面积25.5 平方千米，位于法国诺曼底大区滨海塞纳省，该省份为法国北部沿海省份，其西部及北部濒大西洋英吉利海峡，东起顺时针与索姆省、瓦兹省、厄尔省和卡爾瓦多斯省接壤。
与圣桑斯接壤的市镇（或旧市镇、城区）包括：博蒙勒阿朗、比利、科泰夫拉尔、莫孔布勒、罗赛、旺特圣雷米。
圣桑斯的时区为UTC+01:00、UTC+02:00（夏令时）。

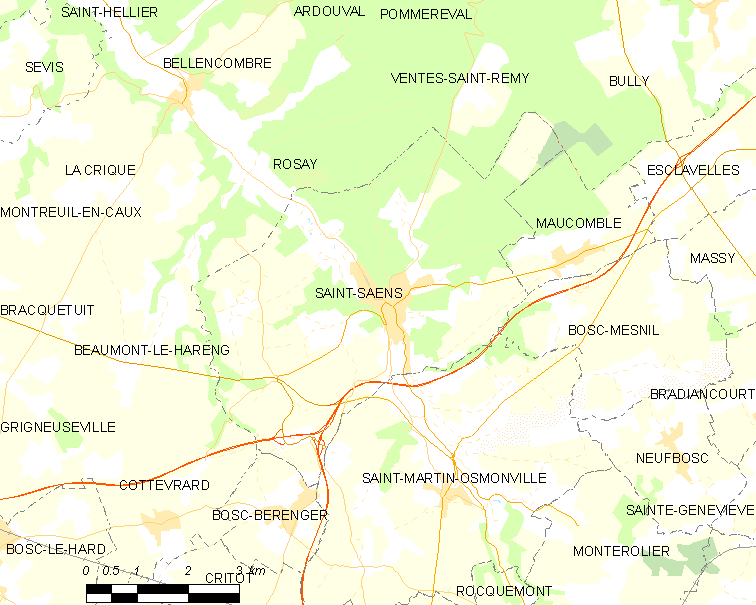
圣桑斯的OSM定位图

## 行政
圣桑斯的邮政编码为76680，INSEE市镇编码为76648。

## 政治
圣桑斯所属的省级选区为布赖地区讷沙泰勒县。

## 人口

1962-2008年间圣桑斯人口变化图示

圣桑斯于2022年1月1日时的人口数量为2307人。